# 主教座堂广场 (佛罗伦萨)

广场南部

主教座堂广场（Piazza del Duomo）位于意大利佛罗伦萨市中心，佛罗伦萨主教座堂和圣乔凡尼洗礼堂都位于广场上。